# R.A.S. (film)
Pour les articles homonymes, voir Ras.
Pour plus de détails, voir Fiche technique et Distribution.
R.A.S. est un film franco-italo-tunisien réalisé par Yves Boisset et sorti en 1973.
Ce long métrage traite de la guerre d'Algérie, et de la façon dont l'armée française a traité l'insoumission de certains appelés, l'abréviation R.A.S. signifiant « rien à signaler » dans les contextes militaire et administratif.

## Synopsis
En 1956, pendant la guerre d'Algérie, March, Charpentier et Dax, des réservistes, se retrouvent dans un bataillon disciplinaire en troupes coloniales. Ils sont alors pris dans les engrenages de la guerre, de la torture et de la mort. Le commandant Lecoq doit constituer une unité d'élite avec les réfractaires, dont les motivations politiques sont diverses. Yves Boisset s'est fortement inspiré du commandant Jean Pouget pour le personnage de Lecoq, ainsi que du 584e bataillon de marche du Train dans lequel il commandait.

## Fiche technique
- Titre : R.A.S.
- Réalisation : Yves Boisset
- Scénario : Yves Boisset et Claude Veillot, d'après une histoire de Roland Perrot
- Musique : François de Roubaix
- Chanson : Lény Escudero
- Image : Jacques Loiseleux
- Montage : Albert Jurgenson
- Son : Bernard Aubouy
- Assistant-réalisateur : Claude Othnin-Girard
- Producteur : Dany Carrel et Yvon Guézel
- Producteur délégué : Tarak Ben Ammar (pour la Tunisie)
- Directeur de production : Daniel Riché
- Sociétés de production : Productions de Tana, Sancrosiap et Transinter Films
- Société de distribution : Compagnie française de distribution cinématographique
- Pays de production : France ; Italie ;  Tunisie
- Langue : français
- Format : couleur - son monophonique
- Genre : drame ; guerre
- Box-office  France : 1 342 417 entrées[2]
- Date de sortie en salles :  : 11 août 1973
- Classification CNC : tous publics (visa d'exploitation no 40289 délivré le 27 juin 1973)[3]

## Distribution
- Jacques Weber : Alain Charpentier
- Jacques Spiesser : Rémy March
- Jean-François Balmer : Raymond Dax
- Claude Brosset : l'adjudant-chef Santoni
- Michel Peyrelon : le lieutenant Keller
- Philippe Leroy-Beaulieu : le commandant Lecoq
- Roland Blanche : le sergent Lebel
- Jean-Pierre Castaldi : le sergent Carbone
- Jacques Villeret : le soldat Girot
- Jacques Chailleux : le soldat Moutier
- Hamid Djellouli : le sergent Hamrane
- Albert Dray : le soldat Titus
- Jean-Paul Franky : le sergent Rudy
- Rabah Loucif : le supplétif Choukir
- Mazouz Ould-Abderrahmane : le fellaga Mansour
- Jacques David : le commandant qui fait signer un papier à March avant le passage à tabac de celui-ci
- Georges Staquet : un adjudant

## Autour du film
Cinéaste français considéré comme engagé à gauche et spécialiste des sujets polémiques, Boisset aborde ici le conflit algérien, thème encore très sensible en France à l'époque, onze ans seulement après la signature des accords d'Évian.
Le tournage est entravé de plusieurs manières, comme une interdiction subite de tourner à Alger, ou une disparition mystérieuse de bobines évoquant la torture. R.A.S. connaît également quelques soucis avec la censure, qui exige que soit coupée certaines scènes (notamment scènes de torture, allusions à la gégène, aux « corvées de bois », à l'OAS). Par ailleurs, en raison d'une scène qui montre un général — inspiré d'un personnage réel — tourné en dérision par les soldats, le film est attaqué en justice par l'officier en question.
Le film connaît plusieurs incidents lors de projections. Une projection, organisée par la Fédération nationale des anciens combattants en Algérie, Maroc et Tunisie, proche du Parti communiste français, est perturbée par des militants d'extrême droite. Selon Yves Boisset, certaines projections font face à des alertes à la bombe, à des grenades au plâtre, et même l'incendie d'un écran (au Normandie) avec un cocktail Molotov.
Le réalisateur Stéphane Benhamou, auteur de Putains de guerre en 2013, indique que R.A.S. est l'un des rares films qui montre la prostitution organisée en Algérie pour les soldats français. En effet, les anciens d'Algérie n'en parlent pas et le ministère de la Défense n'a jamais répondu à ses demandes sur ce sujet.
Yves Boisset réalisera un autre film sur le thème de la guerre, Allons z'enfants, sorti neuf ans plus tard.

### Accueil du public
R.A.S. est distribué en salles en plein mois d'août, sortie « sacrifiée » que le réalisateur impute à son sujet sensible. Contre toute attente, le film est un succès commercial lors de sa sortie, avec 1,3 million d'entrées en France. Au box office pour l'année 1973, il se classe en 25e position. Le film se classe directement premier du box-office parisien avec 65 449 entrées et ce jusqu'à la troisième semaine où, avec un cumul de 162 185 entrées, il est détrôné par Big Guns, avec Alain Delon, mais retrouve la première place en quatrième semaine et un total de 213 056 entrées, avant de se classer à la troisième place durant deux semaines et de chuter au cours des semaines suivantes.

### Attribution des rôles
R.A.S. permet de révéler au grand public de jeunes acteurs pour la plupart quasi inconnus à l'époque du tournage : Jacques Spiesser, Jacques Weber, Jean-François Balmer, Claude Brosset, Roland Blanche, Jean-Pierre Castaldi, mais aussi Jacques Villeret, qui fait avec ce film ses débuts au cinéma. Villeret retrouve Yves Boisset l'année suivante pour Dupont Lajoie. Le réalisateur raconte dans ses mémoires avoir envisagé de confier à Gérard Depardieu — lui aussi peu connu à l'époque — le rôle finalement tenu par Jean-François Balmer. Il a finalement renoncé à engager Depardieu car une réunion organisée avec Spiesser, Weber et Villeret s'était mal déroulée, et il souhaitait que ses quatre acteurs principaux s'entendent bien.

### Lieux de tournage
Les scènes d'insoumission dans la gare ont été tournées à la gare de Dreux (Eure-et-Loir) les 16, 18 et 19 septembre 1972, et dans le désert tunisien qui représente le désert algérien.

### Anachronismes
À la 42e minute, nous voyons March lire une édition de Bourlinguer, de Blaise Cendrars, parue dans la collection du Livre de Poche. Or cet ouvrage, initialement paru en 1948 aux éditions Denoël, n'est publié qu'en 1959 dans la collection de poche à couverture pelliculée.
Certains soldats français sont équipés de pistolets mitrailleurs britanniques Sterling qui n'ont jamais été en dotation dans l'armée française. D'autre part, Raymond Dax (Jean-François Balmer) porte un Sterling durant le premier exercice dans le désert, mais une fois rentré au casernement porte une MAT 49.
Dans certaines scènes au début du films, on voit les personnages principaux ainsi que les figurants jouant les appelés. Ils sont vêtus d'uniformes de sortie modèle 46 possédant des patchs de sous-officier, alors que ce sont des soldats du rang. Leurs calots sont ceux de l'infanterie mais sur ceux-ci figurent une ancre dorée, symbole des troupes coloniales.